# Ladonia (micronazione)
Ladonia (svedese: Ladonien) è una micronazione proclamata nel 1996 a seguito di una battaglia legale di diversi anni tra l'artista Lars Vilks e gli enti locali su due sculture. Il territorio rivendicato fa parte della riserva naturale di Kullaberg in una enclave del sud della Svezia.

## Storia

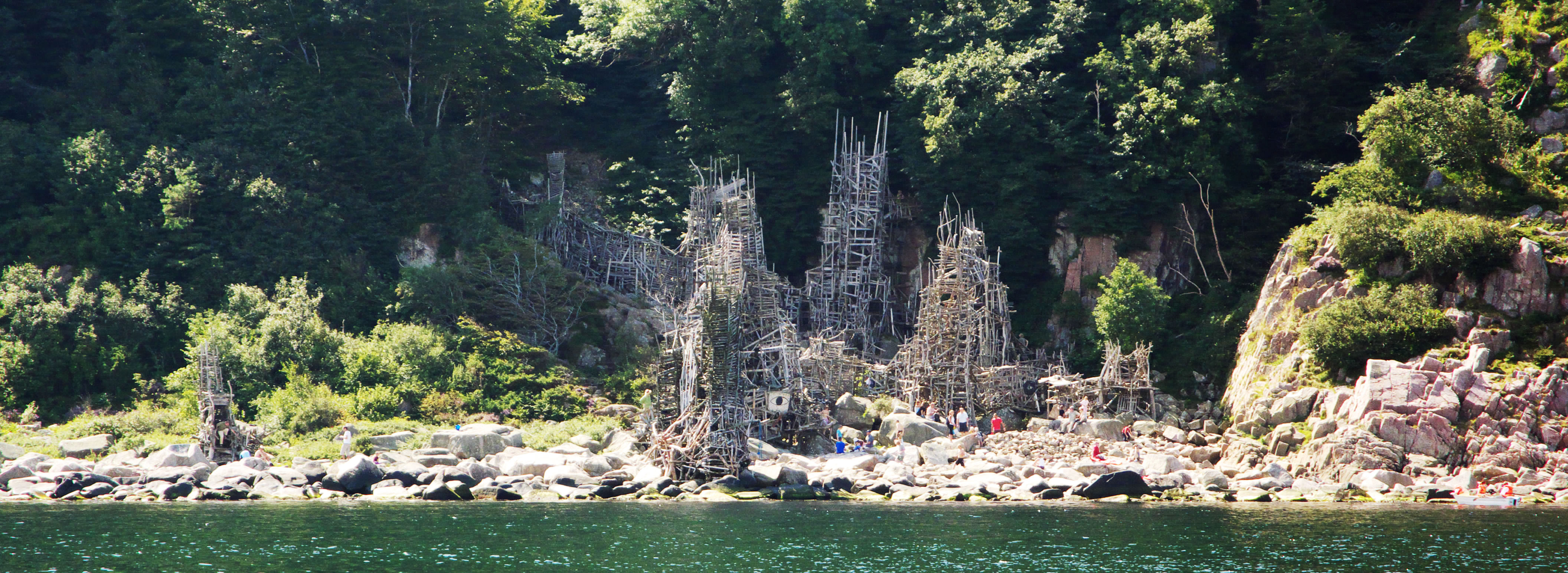
Vista dello stato di Ladonia dalla baia

Nel 1980, l'artista Lars Vilks iniziò la costruzione di due sculture, Nimis (latino per "troppo", una struttura composta di 75 tonnellate di legni) e Arx (latino per "fortezza", una struttura in pietra), nella riserva naturale del Kullaberg nel nord-ovest dello Skåne, Svezia. La posizione delle sculture è difficile da raggiungere, di conseguenza rimasero celate per due anni, ma, nel momento in cui vennero scoperte, il consiglio locale dichiarò le sculture degli edifici a tutti gli effetti. Essendo vietata la costruzione di edifici nella riserva naturale, ne venne richiesta la demolizione e la rimozione.
Vilks fece ricorso contro la decisione del consiglio varie volte, ma perse la causa. Quindi, per protesta, nel 1996 proclamò la micronazione della Ladonia, in segno di protesta contro il consiglio che a lui si opponeva.
Nel 1999, un'altra scultura, Omphalos (dal nome di una piccola scultura nel tempio di Delfi, "che segna il centro del mondo"), venne creata. Venne realizzata in pietra e cemento, 1,61 metri di altezza e peso di una tonnellata. La Gyllenstiernska Krapperup Foundazion, costituita per promuovere arte e cultura, accusò Vilks di aver costruito questa nuova scultura e lo denunciò alla polizia, e nel mese di agosto 1999 la corte distrettuale ne ordinò la rimozione. La Fondazione aveva anche chiesto la rimozione di Nimis e Arx, ma il tribunale non ne scelse la rimozione. La Fondazione, dunque, presentò ricorso contro la decisione alla Corte Suprema.
La rimozione di Omphalos era essa stessa controversa. A Vilks era stato imposto di trovare un modo accettabile per rimuovere la scultura. Egli propose di rimuoverla il 10 dicembre 2001, 100º anniversario del Premio Nobel, e chiese il permesso di farlo, che venne concesso. A quel tempo, un altro artista, Ernst Billgren, aveva acquistato Omphalos, e aveva richiesto espressamente che non venisse danneggiato durante la rimozione. Nelle prime ore del 9 dicembre, una barca-gru venne inviata (dal DYKMA, sotto contratto dalla Enforcement Administration) nel sito e la scultura venne rimossa.
Successivamente, Vilks chiese al consiglio il permesso di erigere un monumento dov'era locato Omphalos. Venne concesso il permesso di erigere un monumento non superiore a 8 metri di altezza, che venne debitamente realizzato e successivamente inaugurato il 27 febbraio 2002.
Nel luglio 2006, un sito web satira delle "Armed Coalition Forces of the Internets" (ACFI) ha dichiarato guerra alla micronazione, sostenendo che il governo non ha riconosciuto i diritti dei cittadini di internet e della pirateria.
Il Presidente e il Vicepresidente sono eletti tri-annualmente, mentre la Regina, una volta incoronata, regna per tutta la vita.

## Popolazione e cittadinanza
Quando fu creato, Ladonia aveva una popolazione pari a zero. A partire dal 2018, ci sono 20.007 cittadini Ladoniani provenienti da oltre 50 paesi, di cui 841 dotati di titolo nobiliare. Nessuno è residente nel territorio di Ladonia. Nel 2022 è cresciuto a 27.614.